# Kulturraum Oberes Örtzetal
Die Region Kulturraum Oberes Örtzetal liegt im Städtedreieck Bremen, Hamburg und Hannover.

## Kooperierende Gemeinden
Zum Kulturraum gehören die Gemeinden Hermannsburg, Faßberg und die Stadt Bergen (Landkreis Celle) aus dem Landkreis Celle sowie die Gemeinde Wietzendorf und die Ortsteile Oerrel und Trauen der Stadt Munster (Örtze) aus dem Landkreis Heidekreis.

## Projekte
Übergreifende und verbindende Schwerpunktthemen sind die Themen Tourismus und Kultur. Seit dem Start der Entwicklungskooperation konnten Kommunen und weitere Projektbeteiligte über 50 Projekte umsetzen:
- Radwegenetz: Ausbau, Lückenschlüsse und Brücken sowie Radwegebeschilderung, jährliche Rad-Touren-Fahrt
- Themenrouten: "Landpartie", "Auf Postmeister Stechinellis Spuren", "Wasserkunst"
- 'Spurensuche': Erfassung und Beschilderung von Kulturlandschaftselemente
- Neophytenbekämpfung (z. B. Riesenbärenklau) und Herausgabe einer Info-Broschüre
- Ortsgestaltungskonzept und Fibel "Regionale Baukultur"
- Waldarbeit - Museum "Becklinger Holz" und Lehrfahrradtouren "Ährengold, grasgrün, schwarzbunt"
- Gemeinsamer Veranstaltungskalender im Internet mit direkter Eingabemöglichkeit von Veranstaltungen für alle Bürger und Freischaltung durch die jeweilige Kommune